# قصر تغفرت

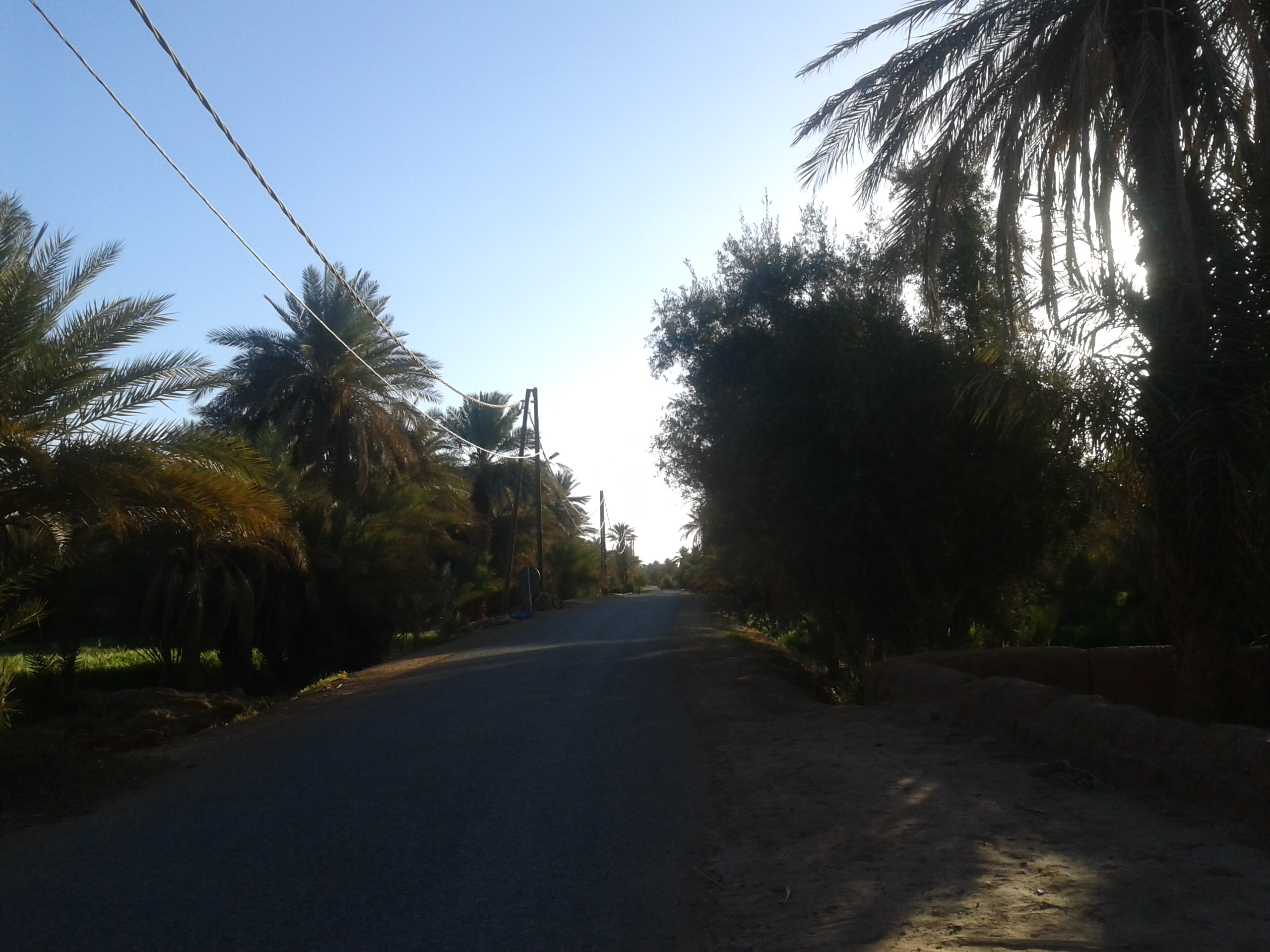
الطريق

قصر تغفرت يقع بمنطقة تنجداد شمال كردميت وجنوب أيت بن عمر وشرقا الزاوية وغربا تلالت. كما أن تغفرت يحدها من الشمال واد تنكرفى ومن الجنوب واد أفركلة وهي منطقة فلاحية مند الأزل وتتميز عن باقي المناطق المجاورة بوجود منبع للمياه العذبة الصالحة للشرب والسقي، لذلك تعد من بين أفضل القصور في منطقة تنجداد أو منطقة الراشدية ككل. ويحمل أهلها صفات متقاربة ومتشابهة وهذا راجع لكونهم من سلالة واحدة إضافة إلى كون أغلب أنواع الزواج لديهم هو تزوج تغفرتي بتغفرتية ونادرا ما يجلبون أزاوجا لهم خارج القصر – قصر تغفرت طبعا- وهنا تجدر الإشارة إلى كون التغفرتيين ينتمون إلى عرق واحد.